# Lovecraftova země (seriál)
Lovecraftova země (v anglickém originále Lovecraft Country) je americký hororový dramatický seriál založený na stejnojmenném románu od Matta Ruffa a vytvořený Mishou Greenovou, který měl premiéru 16. srpna 2020 na HBO. Příběh se točí kolem mladého černocha, který cestuje v segregovaných padesátých letech po USA, aby našel svého nezvěstného otce a zjistil temné tajemství, která trápí město, na němž údajně založil slavný spisovatel hororů H. P. Lovecraft místo mnoha svých fikčních příběhů.
V Česku měl seriál premiéru 17. srpna 2020 na HBO GO a HBO.

## Synopse
Lovecraftova země sleduje „Atticuse Freemana, který se společně se svou přítelkyni Letitií a strýcem Georgem vydává na cestu v padesátých letech po Americe Jima Crowa, aby našel jeho ztraceného otce. Začíná tak boj o přežití a přemoci jak rasový teror bílé Ameriky, tak i děsivá monstra, která které by mohly být vytrženy z Lovecraftovy brožury“.

## Obsazení

### Hlavní role
- Jurnee Smollett jako Letitia „Leti“ Lewis[3]
- Jonathan Majors jako Atticus „Tic“ Freeman[3]
- Aunjanue Ellis jako Hippolyta Freeman, Atticusova teta a hvězdářka s touhou po dobrodružství[3]
- Courtney B. Vance jako George Freeman, Atticusův vřelý, vtipný a dobře čitelný strýc[3]
- Wunmi Mosaku jako Ruby Baptiste, Letiina podvodná nevlastní sestra[3]
- Abbey Lee jako Christina Braithwhite, jediná dcera vůdce tajného řádu známého jako „Synové Adamovi“[3]
- Jamie Chung jako Ji-Ah, studentka medicíny
- Jada Harris jako Diana Freeman[3]
- Michael K. Williams jako Montrose Freeman, Atticusův tvrdohlavý a tajnůstkářský otec[3]

### Vedlejší role
- Jamie Harris jako Eustace Hunt, okresní šerif
- Jordan Patrick Smith jako William, Christinin nohsled a milenec
- Jamie Neumann jako Hillary
- Erica Tazel jako Dora Freeman
- Mac Brandt jako Lancaster
- Tony Goldwyn jako Samuel Braithwhite, vůdce „Synů Adamových“ a patriarcha jeho rodiny, která na lidi pohlíží jako na majetek a předměty a outsidery — včetně jeho dcery Christiny — jako podřadných

## Seznam dílů
| Č. v seriálu | Původní název         | Český název        | Režie              | Scénář                                             | Premiéra v USA | Premiéra v ČR  |
| ------------ | --------------------- | ------------------ | ------------------ | -------------------------------------------------- | -------------- | -------------- |
| 1            | Sundown               | Soumrak            | Yann Demange       | Misha Green                                        | 16. srpna 2020 | 17. srpna 2020 |
| 2            | Whitey's on the Moon  | Běloch na Měsíci   | Daniel Sackheim    | Misha Green                                        | 23. srpna 2020 | 24. srpna 2020 |
| 3            | Holy Ghost            | Duch svatý         | Daniel Sackheim    | Misha Green                                        | 30. srpna 2020 | 31. srpna 2020 |
| 4            | A History of Violence | Dějiny násilí      | Victoria Mahoney   | námět: Wes Taylor scénář: Misha Green              | 6. září 2020   | 7. září 2020   |
| 5            | Strange Case          | Podivný případ     | Cheryl Dunye       | Misha Green, Jonathan Kidd a Sonya Winton          | 13. září 2020  | 14. září 2020  |
| 6            | Meet Me in Daegu      | Setkáme se v Daegu | Helen Shaver       | Misha Green a Kevin Lau                            | 20. září 2020  | 21. září 2020  |
| 7            | I Am.                 | Já jsem            | Charlotte Sieling  | Misha Green a Shannon Houston                      | 27. září 2020  | 28. září 2020  |
| 8            | Jig-A-Bobo            | Černý Bobo         | Misha Green        | Misha Green a Belinda Ihuoma Ofordire              | 4. října 2020  | 5. října 2020  |
| 9            | Rewind 1921           | Zpátky v roce 1921 | Jeffrey Nachmanoff | Misha Green, Jonathan Kidd a Sonya Winton          | 11. října 2020 | 12. října 2020 |
| 10           | Full Circle           | Kruh se uzavírá    | Nelson McCormick   | námět: Belinda Ihuoma Ofordire scénář: Misha Green | 18. října 2020 | 19. října 2020 |

## Produkce

### Výroba
Dne 16. května 2017 bylo oznámeno, že HBO objednalo seriál s názvem Lovecraft Country. Vedoucími producenty seriálu jsou Misha Green, Jordan Peele, J. J. Abrams a Ben Stephenson. Navíc, Green je také showrunnerkou a scenáristkou tohoto seriálu. Produkčními společnostmi, které se podílí na výrobě seriálu jsou Monkeypaw Productions, Bad Robot Productions a Warner Bros. Television. Bylo ohlášeno, že Peele původně přinesl projekt společnosti Bad Robot Productions a rekrutoval Green k výrobě seriálu.
Dne 5. března 2018 bylo oznámeno, že Yann Demange zrežíruje pilotní epizodu.

### Casting
Dne 26. dubna 2018 bylo oznámeno, že herečka Jurnee Smollett získala hlavní ženskou roli. Dne 2. května 2018 bylo hlášeno, že Jonathan Majors se přidal k hlavnímu obsazení a získal hlavní mužskou roli. O den později bylo hlášeno, že Wunmi Mosaku byl také obsazen do stálé role. Dne 19. června 2018 bylo oznámeno, že Aunjanue Ellis a Elizabeth Debicki byli obsazeni do stálých rolí a že Courtney B. Vance se přidal k vedlejšímu osazenstvu. Dne 10. října 2018 bylo oznámeno, že Michael Kenneth Williams byl obsazen do hlavní role. Dne 14. června 2019 bylo oznámeno, že Abbey Lee nahradila Elizabeth Debicki v roli Christiny Braithwaite, zatímco Jamie Chung a Jordan Patrick Smith byli obsazeni do vedlejších rolí. Dne 20. června 2019 bylo oznámeno, že Jamie Neumann, Erica Tazel a Mac Brandt byli obsazeni do vedlejších rolí. V červenci 2019 se k obsazení připojil Tony Goldwyn.

### Natáčení
Natáčet se začalo 16. července 2018 v Chicagu ve státě Illinois. Natáčení také údajně proběhlo ve filmových studiích Chicago Cinespace Film Studios v Elburn ve státě Illinois, v národním parku White Pines Forest State Park v Mount Morris ve státě Illinois, v Blackhall Studios v Atlantě a Maconu ve státě Georgie.